# Armin Himmelrath
Armin Himmelrath (* 1967 in Wermelskirchen) ist ein deutscher Bildungs- und Wissenschaftsjournalist und Sachbuchautor.

## Leben
Nach dem Studium der Sozialwissenschaften und Germanistik (Lehramt) in Wuppertal und Beʾer Scheva arbeitete der Autor seit 1986 in freier Mitarbeit für unterschiedliche Print-Redaktionen (z. B. Süddeutsche Zeitung, Spiegel).
1990 war er Gründungsmitglied der Journalisten-Aktion Umwelt (JAU), danach zeitweise deren Vorstand zugehörig. Seit 1991 verfasste er für verschiedene Redaktionen deutscher Sendeanstalten Hörfunkbeiträge. 1992/93 absolvierte er den Fortbildungsstudiengang „Umweltbildung für Journalisten“ an der Humboldt-Universität in Berlin. 1993 gründete er das Journalistenbüro „profil Text + Recherche“ in Gummersbach. Seit Mai 1994 betätigt er sich als Dozent für journalistische Praxis, freien Journalismus und Öffentlichkeitsarbeit für verschiedene Bildungsträger. Ab 1997 erweitert er seinen Tätigkeitskreis auf die Online-Medien; überdies moderiert er Veranstaltungen und Radiosendungen. Zudem engagiert er sich für die bergische Regionalgeschichte. Daneben war er seit Mai 2004 Lehrbeauftragter für journalistisches Schreiben (Print, Online, Hörfunk) an der Freien Universität Berlin. Neben der journalistischen und lehrenden Tätigkeit ist Himmelrath Autor diverser Sachbücher mit den Themen Schul-, Hochschul- und Wissenschaftspolitik und Biographien. Himmelrath wohnt in Köln und ist Mitautor von mehr als 40 Ausgaben der täglichen Sendung „Hintergrund“ im DLF sowie vieler weiterer Beiträge.
Seit 2018 ist er Redakteur beim Nachrichtenmagazin „Der Spiegel“.

## Bücher (Auswahl)
- Das Schuljahr nach Corona. Was sich nun ändern muss (herausgegeben mit Julia Egbers). Bern: hep, 2020
- Fake News. Ein Handbuch für Schule und Unterricht (mit Julia Egbers). Bern: hep, 2018
- Berufsschulen auf dem Abstellgleis. Wie wir unser Ausbildungssystem retten können (mit Katharina Blaß). Hamburg: edition Körber-Stiftung, 2017
- Die Flüchtlinge sind da! Wie zugewanderte Kinder und Jugendliche unsere Schulen verändern – und verbessern (mit Katharina Blaß). Bern: hep, 2016
- Hausaufgaben – Nein danke! Warum wir uns so bald wie möglich von den Hausaufgaben verabschieden sollten. Bern: hep, 2015
- Der ganz große Wurf, Mentale Strategien einer Weltmeisterin im Alltag nutzen. Ostfildern: Patmos, 2011
- Kämpfe für dein Leben Graf, Charly. Ostfildern: Patmos, 2011
- Wege und Irrwege in die Wissensgesellschaft. Marburg: BdWi-Verlag, 2011
- Handbuch für Unihasser. Köln: Kiepenheuer & Witsch, 2009
- Bachelor-Basics & Master-Plan (mit Britta Mersch). Nürnberg: BW, Bildung-und-Wissen-Verlag, 2008
- Macht köpfen dumm? Freiburg im Breisgau: Herder, 2006
- Pressearbeit in Studierendenschaften. Berlin: Fzs, 2006
- Abschied vom Gymnasium? Freiburg im Breisgau: Herder, 2005
- Der Sündenfall, Betrug und Fälschung in der deutschen Wissenschaft, (mit Marco Finetti). Stuttgart: Raabe, 1999